# Wadim Szerszeniewicz
Wadim Gabrielewicz Szerszeniewicz (ros. Вадим Габриэлевич Шершеневич; ur. 6 lutego 1893 w Kazaniu zm. 18 maja 1942 w Barnaule) – rosyjski pisarz i poeta, teoretyk egofuturyzmu i imażynizmu.

## Życiorys
Wadim Szerszeniewicz urodził się 6 lutego 1893 roku w Kazaniu, jako syn Polaka, Gabriela Szerszeniewicza (1863-1912), prawnika i posła do Dumy Państwowej i jego drugiej żony Ewgenii Mandelsztam (1874-1919), Rosjanki. Małżeństwo ich rodziców rozpadło się, ale nie przeprowadzono rozwodu i Wadim wychowywał się w duchu rosyjskim z matką.
Był członkiem ugrupowania literackiego egofuturystów, reprezentujących jedną z odmian rosyjskiego futuryzmu; następnie czołowym teoretykiem imażynizmu. W 1911 roku zadebiutował zbiorem wierszy symbolistycznych: Wiesiennije protalinki. W 1913 utworzył grupę poetycką Miezonin Poezii, zbliżoną do futuryzmu. Był organizatorem wydań zbiorów poezji imażynistów oraz twórcą ich programu. Do jego najważniejszych dzieł należą zbiory wierszy: Wiesiennije protalinki (1910), Romanticzeskaja pudra (1913), Łoszad´ kak łoszad´ (1920) oraz prace teoretyczne (m.in. Futurizm biez maski (1913) i Zielonaja ulica (1916)). Autor pisał też sztuki teatralne; w tym przekłady utworów Williama Szekspira, Bertolta Brechta oraz poezji francuskiej (wiersze Charles’a Baudelaire’a). Zmarł po długiej chorobie (dwustronna gruźlica płuc) 12 maja 1942 roku w Barnauł w wieku 49 lat.

## Scenariusze filmowe
- 1927: Dzieweczka z pudełkiem
- 1927: Pocałunek Mary Pickford
- 1928: Dom przy Trubnej